# Уніон Веспер
Уніон Веспер Бата або просто Уніон Веспер (ісп. Union Vesper Bata) — професіональний екваторіальногвінейський футбольний клуб з міста Бата в Ріо-Муні (континентальна частина країни).

## Історія
Клуб вперше переміг в національному кубку в 1989 році. В 1998 році «Уніон Веспер» виграв свій другий національний Кубок. Завдяки успіхам у національному Кубку команда отримала право виступати в Кубку володарів кубків КАФ. Проте, клуб не зміг пройти навіть перші раунди турніру.

## Досягнення
- Кубок Екваторіальної Гвінеї: 2 перемоги

1989, 1998

## Виступи в континентальних турнірах КАФ
| Сезон | Турнір                     | Раунд      | Країна                           | Суперник        | Вдома | На виїзді |
| ----- | -------------------------- | ---------- | -------------------------------- | --------------- | ----- | --------- |
| 1989  | Кубок володарів кубків КАФ | 1          | Республіка Конго                 | Патронаж Сан-Ан | 0:1   | 0:2       |
| 1998  | Кубок володарів кубків КАФ | Попередній | Центральноафриканська Республіка | АСДР Фатіма     | 2:3   | 0:6       |